# Endlich Feierabend!
Endlich Feierabend! war ein deutsches Fernsehmagazin, das vom 30. Juli 2018 bis 26. Juli 2019 auf dem Privatsender Sat.1 ausgestrahlt wurde.
Am 18. Juni 2019 gab Sat.1-Geschäftsführer Kaspar Pflüger bekannt, dass das Format zum 26. Juli 2019 aufgrund anhaltend schlechter Einschaltquoten eingestellt wird.

## Konzept
Die Sendung orientierte sich stark in Stil und Inhalt an dem Sat.1-Frühstücksfernsehen und wurde daher auch als „abendliches Frühstücksfernsehen“ bezeichnet. Es wurden aktuell aufbereitete Berichte zum Tagesgeschehen, Videos aus den sozialen Netzwerken sowie verschiedene Ratgeber-Rubriken gezeigt. Außerdem wurden Gespräche mit prominenten Gästen geführt. Die Sendung war eine Mischung aus Information und Unterhaltung mit dem Fokus auf Service. Das Studio in Berlin bestand aus einer großen Couch, einer Kücheninsel, einem großen Esstisch sowie einem Aktionsbereich. Durch die Sendung, die montags bis freitags um 18 Uhr ausgestrahlt wurde, führte stets eine Doppelmoderation aus Daniel Boschmann und Annett Möller.
Eine Sendung dauerte insgesamt 42 Minuten. Vom 22. Oktober 2018 bis 25. Januar 2019 lief Endlich Feierabend! aufgrund der später eingestellten Daily-Soap Alles oder Nichts nur 23 Minuten.

## Moderation
| Moderatoren       | Bemerkung        | Jahr(e)   |
| ----------------- | ---------------- | --------- |
| Annett Möller     | Hauptmoderatorin | 2018–2019 |
| Daniel Boschmann  | Hauptmoderator   | 2018–2019 |
| Simone Panteleit  | Vertretung       | 2018–2019 |
| Matthias Killing  | Vertretung       | 2018–2019 |
| Karen Heinrichs   | Vertretung       | 2018–2019 |
| Jochen Schropp    | Vertretung       | 2019      |
| Christian Wackert | Vertretung       | 2019      |